# C album
C Album是日本二人組合近畿小子的第3張專輯。於1999年8月4日由傑尼斯娛樂唱片公司發行。

## 解說
本單曲是與前作『B album』相隔一年後推出的第3張專輯。雖然首批銷售比上兩張專輯回落，但仍然穩佔Oricon銷量榜的新上榜第一位，延續紀錄。
本專輯繼續前作的做法，把專輯推出前發行的單曲主打歌收錄在內。本專輯收錄了第4張單曲「擁抱全部／青春時代」、第6張單曲「不要停止的純真」的專輯混音版本及第7張單曲Flower。不過，作限定生產的第5張單曲「Happy Happy Greeting／Cinderella Christmas」卻未有收錄在內。
一如既往，專輯名字繼續以英文字母順序排列。本專輯是第3張專輯，所以使用了英文字母中排行第3的「C」作名稱。不過除此之外，這個「C」字亦同時蘊含了C調的意思在內，在CD封面亦有提及。「C調」其實是業界用語中所謂的「好調子」的意思，顧名思義，就是說這張專輯對比上兩張專輯更加重視旋律及節奏上的運用。
另外，本專輯同樣收錄了兩位成員獨唱的各自作曲作詞作品。在本專輯其後推出的專輯有單曲精選專輯『KinKi Single Selection』及相隔1年4個月的原創專輯『D album』。

## 收錄歌曲
1. It's All Right
  - 作曲：飯田建彥
  - 作詞：上野浩司
  - 編曲：長岡成貢
  - 和唱編排：松下　誠
2. Flying People '99（'99）
  - 作曲：飯田建彥
  - 作詞：戶澤暢美
  - 編曲：CHOKKAKU
3. 哭泣成堅強（キミは泣いてツヨくなる）
  - 作曲：荒木真樹彥
  - 作詞：三井　拓
  - 編曲：石塚知生
  - 和音編排：岩田雅之
4. 擁抱全部（全部だきしめて）
  - ※KinKi Kids參與演出的富士電視台音樂節目『LOVE LOVE我愛你』主題曲。第4張單曲。
  - 作曲：吉田拓郎
  - 作詞：康　珍化
  - 編曲：武部聰志
5. 那時的天空（あのときの空）
  - 作曲：知野芳彥
  - 作詞：知野芳彥
  - 編曲：知野芳彥
6. Peaceful World
  - ※堂本光一自己作曲作詞的獨唱作品。
  - 作曲：堂本光一
  - 作詞：堂本光一
  - 編曲：石塚知生
  - 和唱編排：岩田雅之
7. 不要停止的純真（やめないで，PURE）
  - ※堂本剛參與演出的日本電視台連續劇『為了與你的未來～I'll be back～』主題曲。第6張單曲。
  - 作曲：筒美京平
  - 作詞：伊達　步
  - 編曲：WACKY KAKI
8. Natural Thang
  - 作曲：米倉利德
  - 作詞：米倉利德
  - 編曲：木村賢一
  - 和音編排：米倉利德
9. Flower（フラワー）
  - ※KinKi Kids參與演出的日本全日空航空公司廣告『'99 Paradise 沖繩』主題曲。第7張單曲。
  - 作曲：HΛL、音妃
  - 作詞：HΛL
  - 編曲：船山基紀
  - 和音編排：松下　誠
10. BRAND NEW DAY
  - 作曲：川上明彥
  - 作詞：山本英美
  - 編曲：岩田雅之
11. 各式各樣的愛（さまざまな愛）
  - ※堂本剛自己作曲作詞的獨唱作品。
  - 作曲：堂本　剛
  - 作詞：堂本　剛
  - 編曲：知野芳彥
12. Rocketman
  - 作曲：西川　進
  - 作詞：相田　毅
  - 編曲：松永寛樹
  - 和音編排：松下　誠
13. 青春時代（青の時代）
  - ※堂本剛參與演出的東京放送連續劇『青之時代』主題曲。第4張單曲。
  - 作曲：canna
  - 作詞：canna
  - 編曲：新川　博